# Arsenij (Jakovenko)
Arsenij (světským jménem: Igor Fjodorovič Jakovenko; * 21. června 1968 Porosozero) je ruský duchovní Ukrajinské pravoslavné církve Moskevského patriarchátu, arcibiskup, metropolita svatohorský a vikář kyjevské eparchie.

## Život
Narodil se 21. června 1968 v sídle Porosozero v Karelské republiky.
Roku 1969 se s rodinou přestěhoval do vesnice Liski ve Voroněžské oblasti. Po střední škole nastoupil na Voroněžský zemědělský institut. Roku 1986 byl povolán do vojenské služby, kterou absolvoval v Gorlovské oblasti.
V srpnu 1989 začal studovat na Moskevském duchovním semináři. Dne 12. července 1992 byl biskupem doněckým Alipijem (Pogrebňakem) rukopoložen na diákona a 25. července na jereje.
Dne 21. srpna 1992 byl postřižen na monacha se jménem Arsenij na počest svatého Arsenia Velikého. Stal se druhým duchovním chrámu svatých Petra a Pavla ve městě Krasnyj Lyman.
Dne 6. května 1993 byl převeden do Svatohorské lávry, kde se stal blagočinným.
Dne 20. ledna 1995 byl ustanoven představeným lávry s povýšením na igumena. Na Velikonoce stejného roku byl povýšen na archimandritu.
Dne 10. listopadu 2005 jej Svatý synod Ukrajinské pravoslavné církve zvolil biskupem svatohorským a vikářem horlivské eparchie. Dne 5. prosince 2005 proběhla jeho biskupská chirotonie. Světiteli byli metropolita kyjevský a celé Ukrajiny Volodymyr (Sabodan), metropolita dnipropetrovský a pavlohradský Irynej (Serednij), metropolita doněcký a mariupolský Ilarion (Šukalo), arcibiskup vyšhorodský Pavlo (Lebiď), biskup Alipij (Pogrebňak), biskup kryvorižský a nikopolský Jefrem (Kycaj), biskup černihivský a nižynský Amvrosij (Polikopa) a biskup vasylkivský Luka (Kovalenko).
Dne 24. ledna 2007 se stal vikářem doněcké eparchie.
Dne 19. prosince 2010 byl povýšen na arcibiskupa a 17. srpna 2015 na metropolitu.
Dne 25. září 2023 byl převeden jako vikář do kyjevské eparchie.